# Barbarastollen (Freiburg im Breisgau)

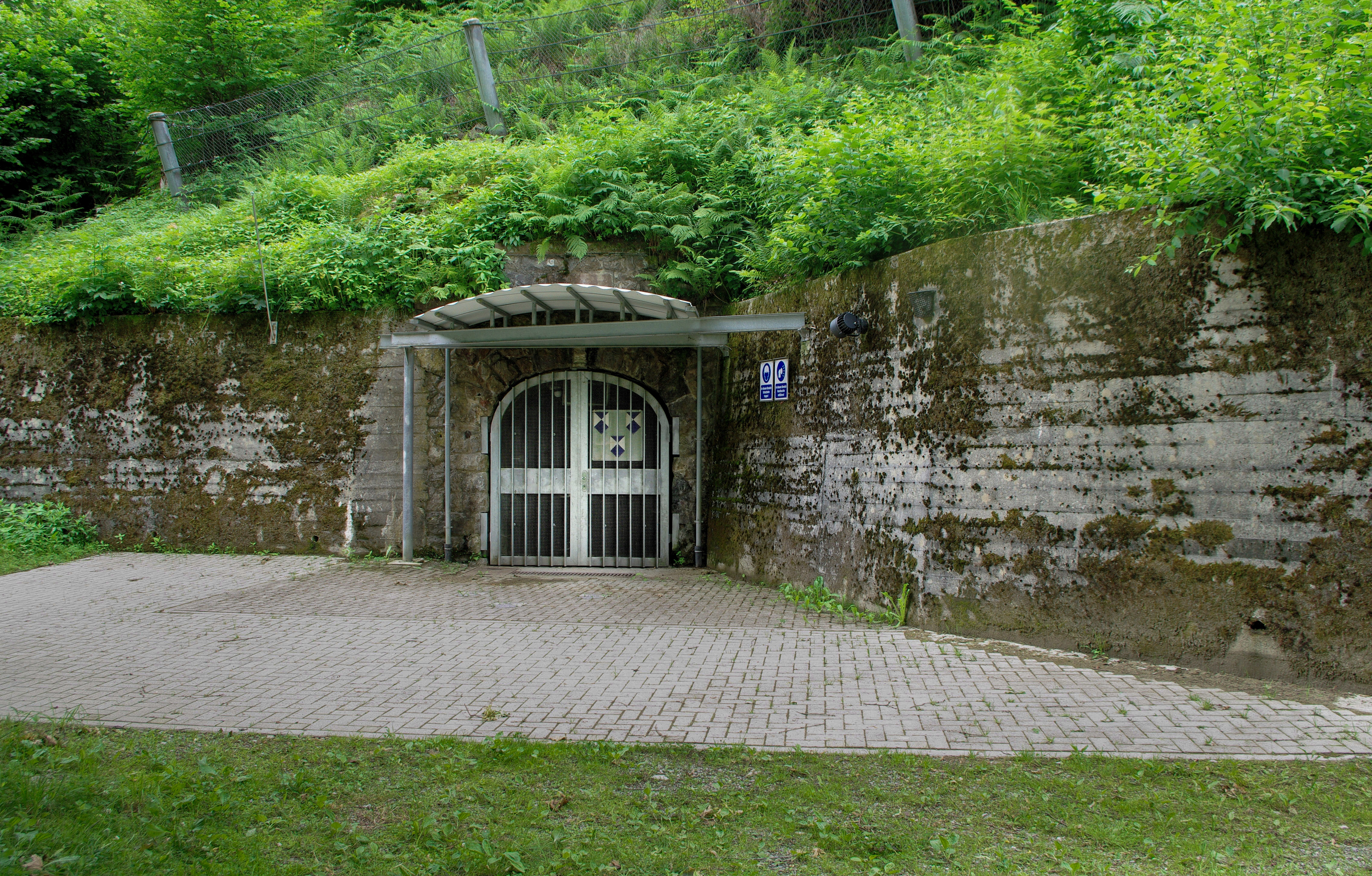
Der Eingang des Barbarastollens (2009)

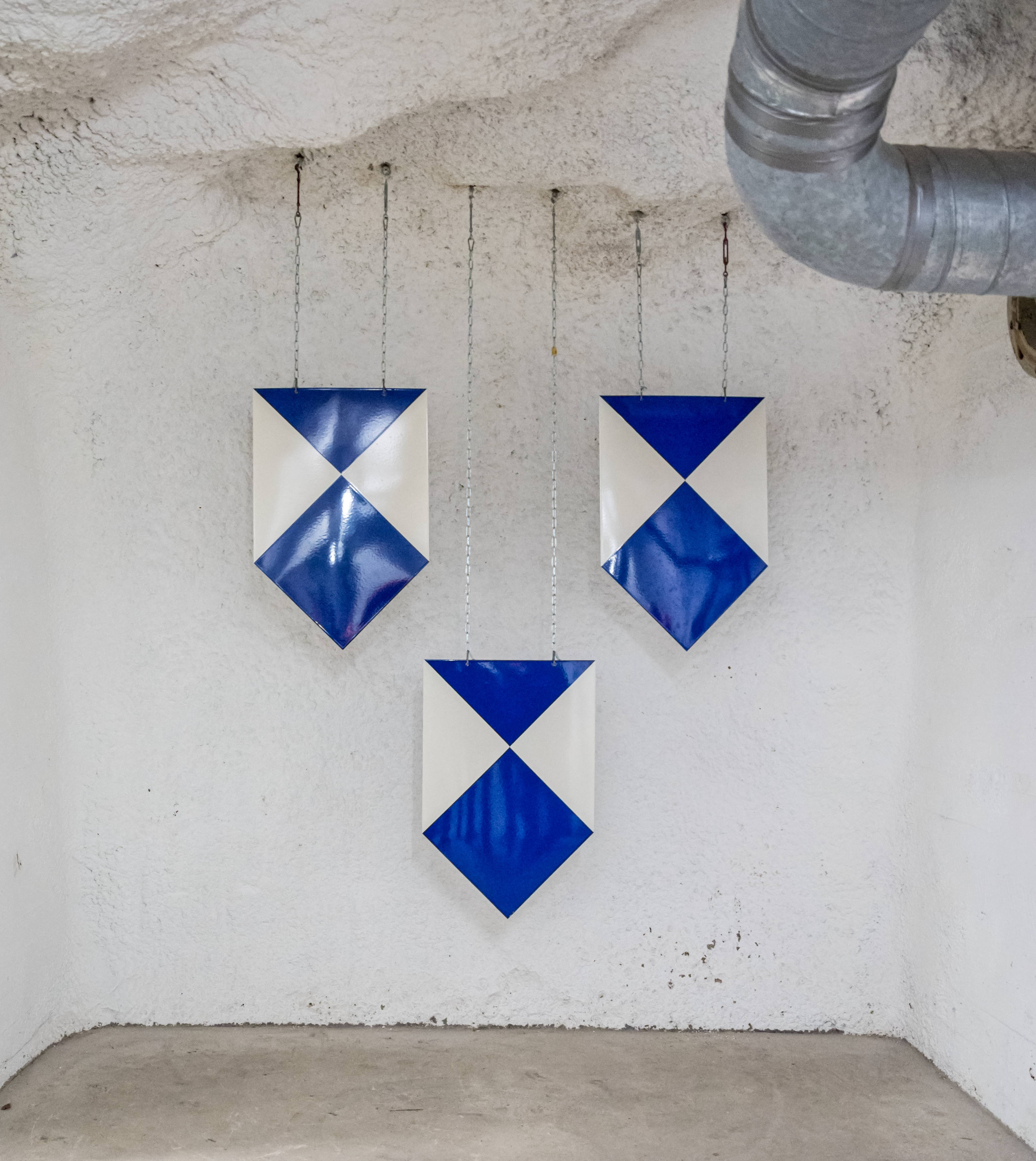
Schutzzeichen für Kulturgut unter Sonderschutz im Stollen

Der Barbarastollen, auch als Oberriedstollen oder Oberrieder Stollen bezeichnet, ist ein stillgelegter Versorgungsstollen – Förderstollen für silberhaltige Erze – des ehemaligen Bergwerks Grube Schauinsland im Hörnergrund am Fuße des Schauinsland bei Oberried in der Nähe von Freiburg im Breisgau.
Er ist der Zentrale Bergungsort der Bundesrepublik Deutschland zur Lagerung von fotografisch – in schwarz-weiß auf 35-Millimeter-Polyester-Dünnfilm und seit 2010 auch auf Farbfilm – archivierten Dokumenten mit hoher national- oder kulturhistorischer Bedeutung. In Europa ist er das größte Archiv zur Langzeitarchivierung. Der Stollen ist nach der heiligen Barbara von Nikomedien benannt, der Schutzpatronin der Bergleute.

## Geschichte
Der Barbarastollen wurde 1903 aufgefahren, er sollte mit einer geplanten Länge von circa 3500 m eine Verbindung zum Roggenbach-Schacht der Grube Schauinsland schaffen. Durch ihn sollte Material und Erz vom Schacht zu einer im Hintertal geplanten Bahnstation gebracht werden. Er wurde bis zu einer Länge von 700 m in den Berg gehauen, aber weder fertiggestellt noch als Transportstollen genutzt. Die letzte Befahrung des Stollens fand im Oktober 1954 statt.
Von 1972 bis 1974 fanden nach und nach Umbauten statt. 1975 wurden die ersten Mikrofilme eingelagert, zuvor wurden die Archivfilme bei den einzelnen Verfilmungsstellen gelagert.
Der Barbarastollen unterliegt seit dem 24. April 1978 als einziges Objekt in Deutschland dem Sonderschutz nach den Regeln der Haager Konvention zum Schutz von Kulturgut bei bewaffneten Konflikten und ist somit in das Internationale Register der Objekte unter Sonderschutz bei der UNESCO in Paris eingetragen. Der Sonderstatus dieses Ortes wird durch das dreifach angeordnete blauweiße Kulturgutschutzzeichen am Stolleneingang kenntlich gemacht.

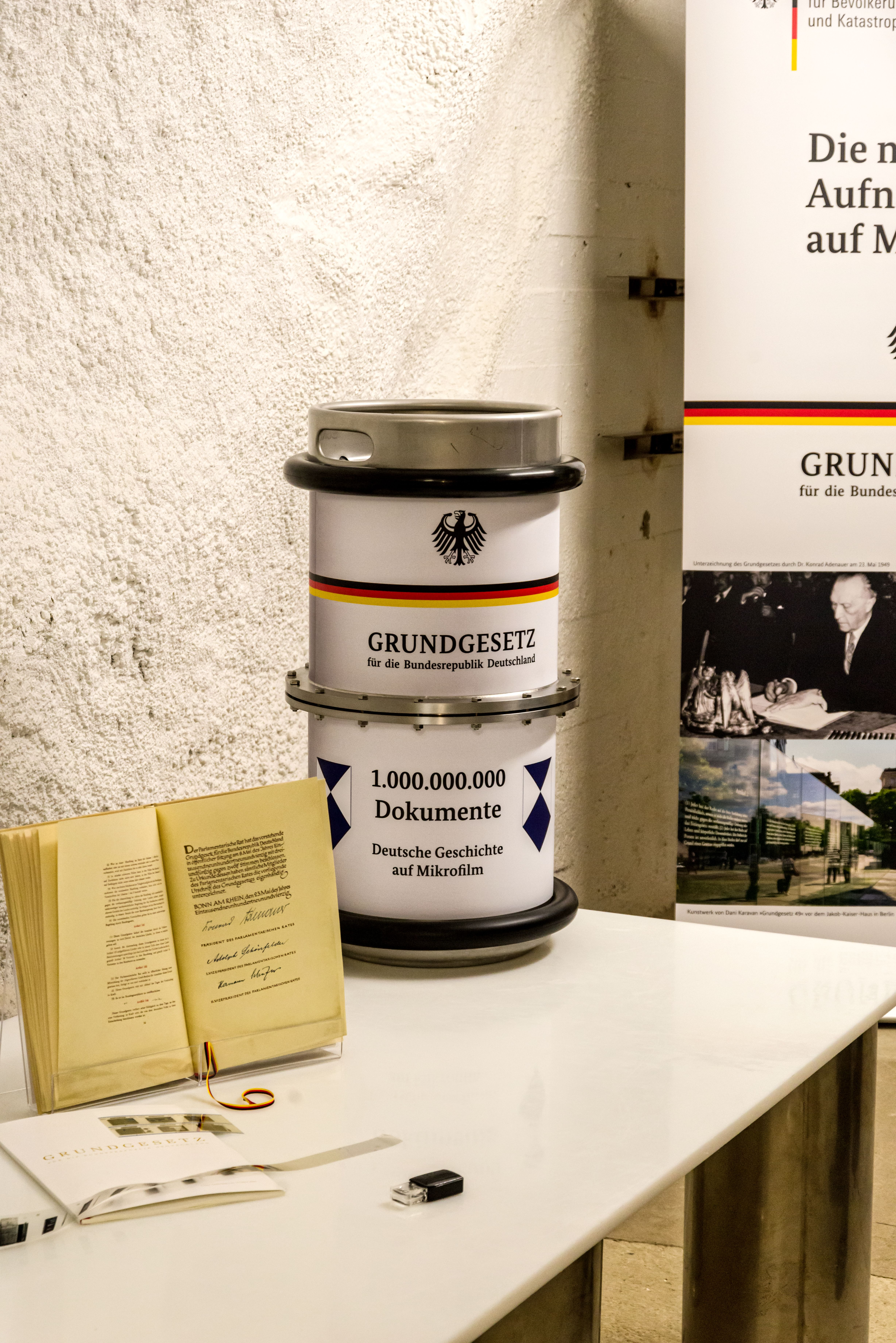
Behälter 2165 mit der milliardsten Aufnahme, dem Grundgesetz

Die Lage und die Funktion des Bunkers wurden erst nach der Ost-West-Entspannung offiziell bekanntgegeben. Mittlerweile werden regelmäßig Führungen für Journalisten oder ein „Tag der offenen Tür“ angeboten.
Am 3. Oktober 2016 (Tag der Deutschen Einheit) wurde in einer Sondereinlagerung der Behälter 2165 eingelagert, er enthält das Grundgesetz als milliardste Aufnahme des Archivierungsprojekts. Im Beisein des damaligen Präsidenten des Bundesamtes für Bevölkerungsschutz und Katastrophenhilfe (BBK), Christoph Unger, wurden das Grundgesetz der Bundesrepublik Deutschland und der vollständige Satz der zugehörigen Akten eingelagert. Dazu gehören die Originaldokumente der ersten Fassung mit den Unterschriften der Mitglieder des Parlamentarischen Rates unter dem Vorsitz von Konrad Adenauer. Dieser Dokumentensatz wurde vom Landesarchiv Berlin verfilmt und umfasst ca. 30.000 Seiten.

## Verwaltung

Lageplan Oberried Barbarastollen, Skizze des BBK

Das 2001 im Bundesverwaltungsamt als Zentralstelle für Zivilschutz aufgegangene Bundesamt für Zivilschutz war mit seinem Referat Kulturgutschutz von Anfang an für den Stollen zuständig. Seit seiner Gründung im Jahr 2004 ist das Bundesamt für Bevölkerungsschutz und Katastrophenhilfe (BBK) mit Sitz in Bonn unter anderem für die Maßnahmen zur Sicherung von Kulturgut zuständig. Es nutzt den Stollen weiterhin als sicheren Aufbewahrungsort für die auf Filmrollen kopierten Archivalien Deutschlands.

## Technisches

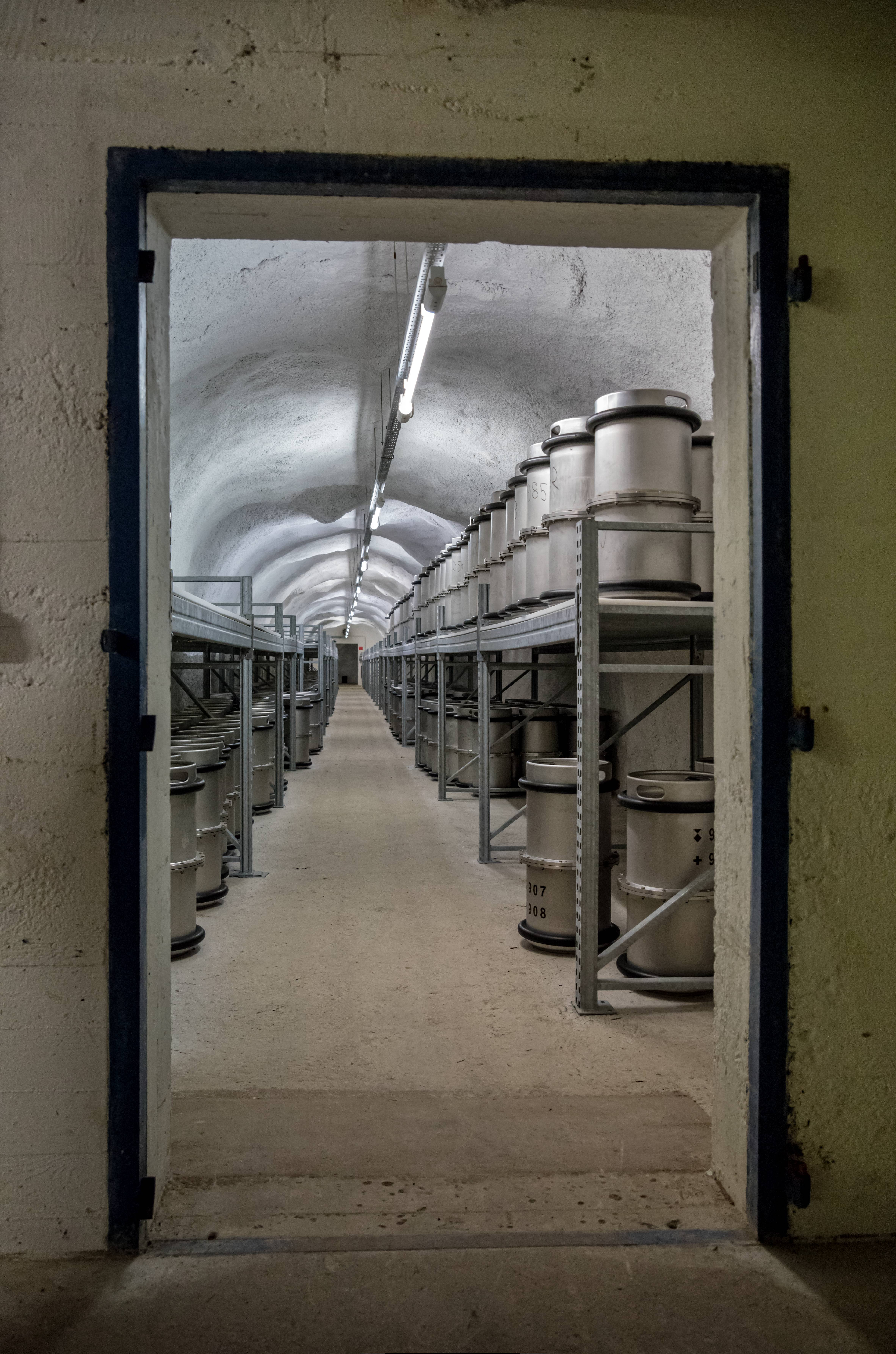
Einer der beiden Lagerräume, Raum B

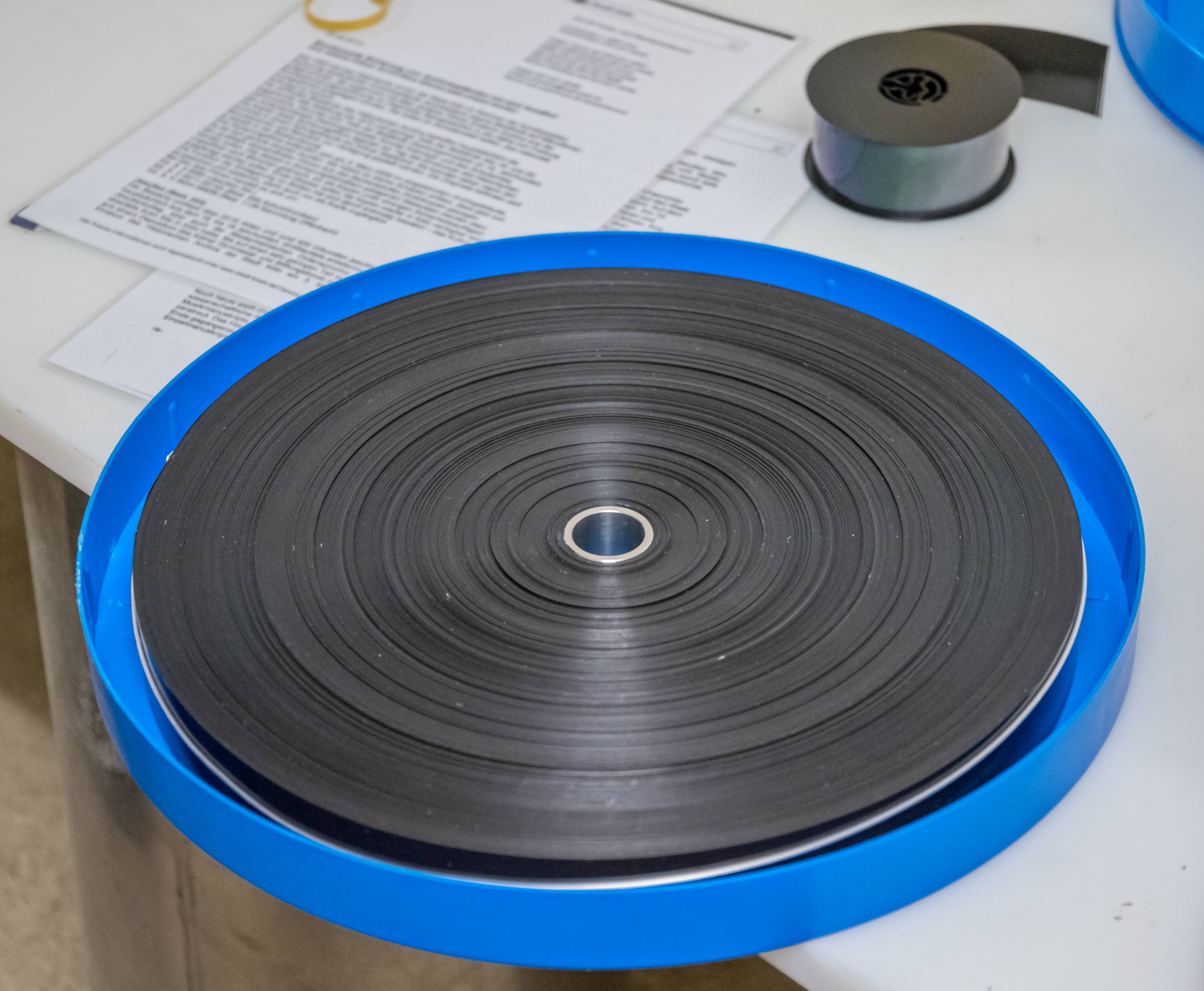
Filmrolle, wie sie im Behälter Typ 2 verwendet wird

Der Hauptstollen ist 680 m lang, das Archivgut wird aber nicht direkt dort, sondern in zwei Lagerstollen archiviert. Diese beiden Lagerstollen sind bei 340 m und 390 m ab Mundloch und haben im Lagerbereich eine Mindestüberdeckung von 200 m Gestein über den Stollen. Die Stollenanlage befindet sich komplett in Granit und Gneis. Die Lagerstollen sind jeweils 50 m lang, 3 m hoch und 3,40 m breit. Sie sind in den Berg gehauen, mit Schalbeton ausgekleidet und mit Standarddrucktüren gesichert. Die Türen sind mit hochwertigen mechanischen Tresorschlössern versehen, so dass sie auch ohne Strom geöffnet und geschlossen werden können. Die Räume sind nicht klimatisiert, haben aber wegen ihrer Lage eine Temperatur von 10 °C und eine relative Luftfeuchte von 75 %. Kurz nach dem Zugang zum zweiten Lagerstollen ist der Hauptstollen vergittert. Die Strecke dahinter ist im Originalzustand, nach 350 m ist der Altbergbau mit einem Betonpfropfen versiegelt.
In den Lagerstollen befinden sich mehr als 2000 luftdicht verschlossene Edelstahlbehälter (V2A) (Stand Oktober 2016), die in doppelstöckigen Regalen gelagert werden.
Es werden zwei Typen von Behältern genutzt: Die älteren kleineren Behälter sind geschweißt. Da sich an diesen im Laufe der Zeit leichter Rost gebildet hatte, wurden diese in die moderneren Behälter umgelagert. Diese Behälter sind tiefgezogen und ohne Schweißnähte. Zum Befüllen werden die Behälter vier Wochen lang bei 10 °C und 35 % Luftfeuchte gelagert, bevor sie verschlossen werden. Durch dieses Verfahren wird von einer Haltbarkeit des Filmmaterials von mindestens 500 Jahren ohne Informationsverlust ausgegangen. Alles reguläre Archivgut ist inzwischen (Stand 3. Oktober 2016) in die neueren Behälter vom Typ 2 umgelagert worden, dadurch ist auch wieder Platz im Archivstollen geschaffen worden. Durch umfangreiche, sich gegenseitig überwachende Alarmanlagen sowie mehrfache Personal-Zugangskontrollen wird der Stollen gegen unbefugten Zutritt gesichert.
|                                                                   | Typ 1 (alt)         | Typ 2 (neu)         |
| ----------------------------------------------------------------- | ------------------- | ------------------- |
|                                                                   | Lagerbehälter Typ 1 |                     |
| Hersteller                                                        | Hoesch AG           | Primetall GmbH      |
| Behältertyp                                                       | klein               | groß                |
| Form                                                              | zylindrisch         | zylindrisch         |
| Ausführung                                                        | geschweißt          | nahtlos tiefgezogen |
| Material                                                          | Edelstahl V2A       | Edelstahl V2A       |
| Dichtung                                                          | Kupfer              | Kupfer              |
| Verschluss                                                        | 16 Schrauben        | 16 Schrauben        |
| Höhe                                                              | 65 cm               | 78 cm               |
| Durchmesser                                                       | 28 cm               | 43 cm               |
| Leergewicht                                                       | 25 kg               | 42 kg               |
| Gewicht befüllt                                                   | ca. 70 kg           | ca. 120 kg          |
| Volumen                                                           | 15 Rollen à 760 m   | 16 Rollen à 1520 m  |
| Volumen Filmmeter, Dicke 7/100 mm, Breite 35 mm Polyestermaterial | 11.400 m            | 24.320 m            |
| Volumen Bilder                                                    | ca. 410.400         | ca. 875.520         |

Als Folge des Brandes in der Weimarer Herzogin-Anna-Amalia-Bibliothek wurde am Fraunhofer-Institut für Physikalische Messtechnik in Freiburg im Rahmen des InnoNet-Programms ARCHE eine neue Archivierungs-Technologie namens „ArchiveLaser“ entwickelt, mit der in Zukunft auch Farbfilme eingelagert werden können. Dazu wird mit einem Laser der langzeitstabile Microfilm ILFOCHROME® MICROGRAPHIC belichtet.
Dieser Film ist 250-mal unempfindlicher als normale Fotofilme und hat eine Auflösung, mit der sich 25 DIN A4 Seiten auf einem Bild von 45 × 32 mm belichten lassen. Die Pixelgröße beträgt 3 Mikrometer; somit beträgt die Anzahl der Bildpunkte 10.000 × 15.000. Dieser Film besteht im Gegensatz zum Diafilm aus reinen Azofarbstoffen ohne Silber und hat wie schwarz-weiße Archivfilme einen Polyesterträger. Seit 2010 finden Einlagerungen dieser Farbfilme statt.

## Einlagerungsgut

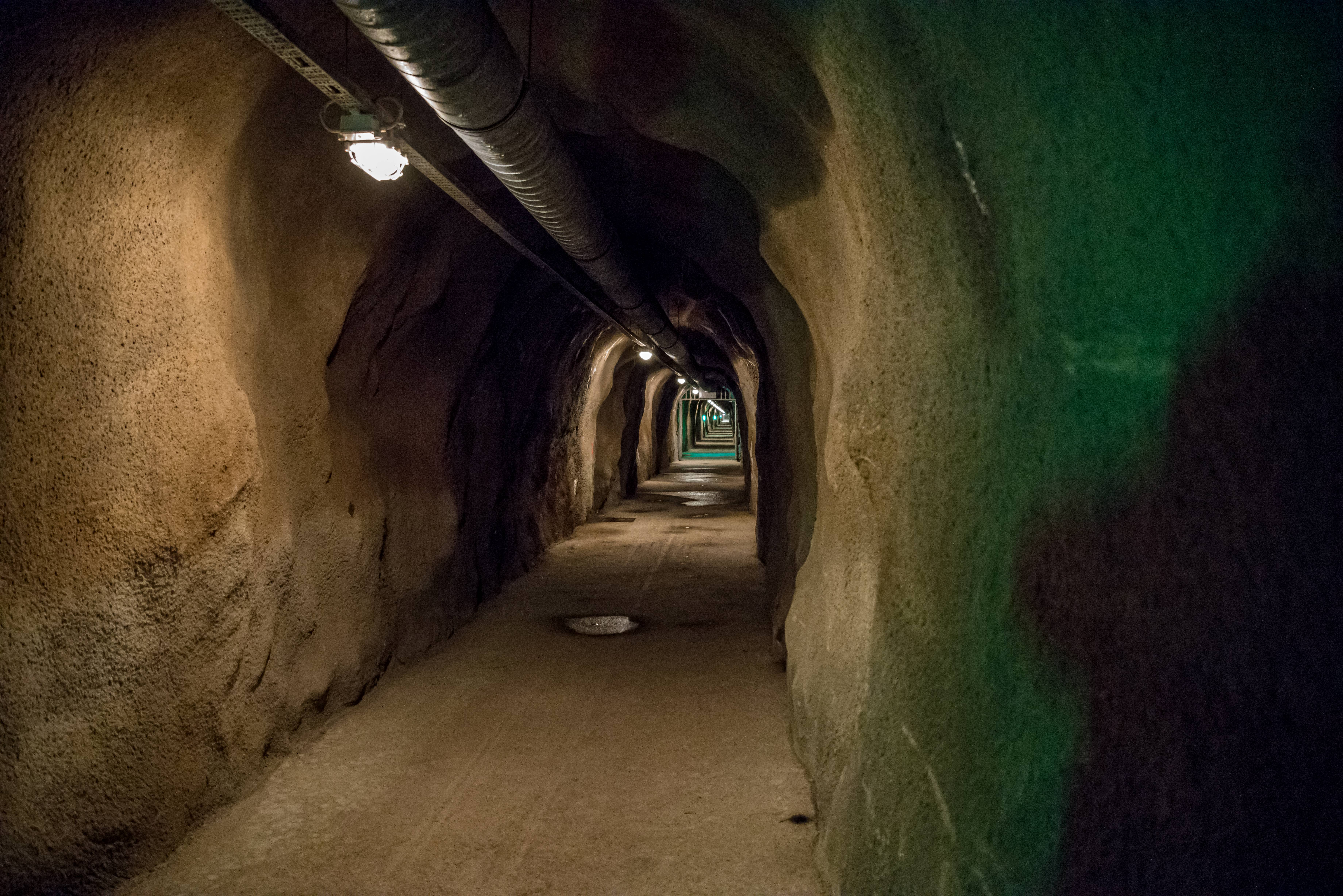
Der Weg im Stollen zum Einlagerungsort

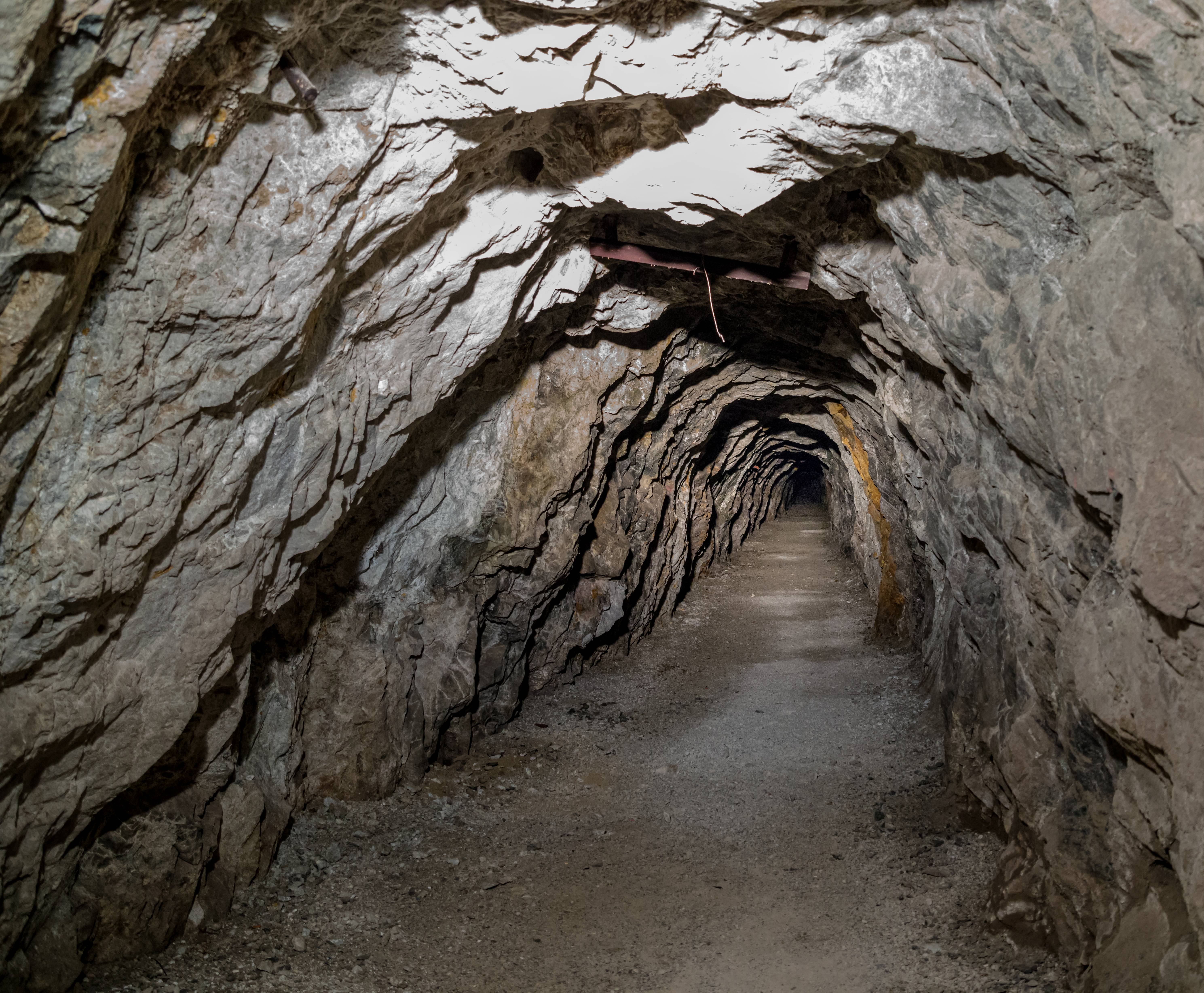
Der unausgebaute Teil hinter dem Archivbereich

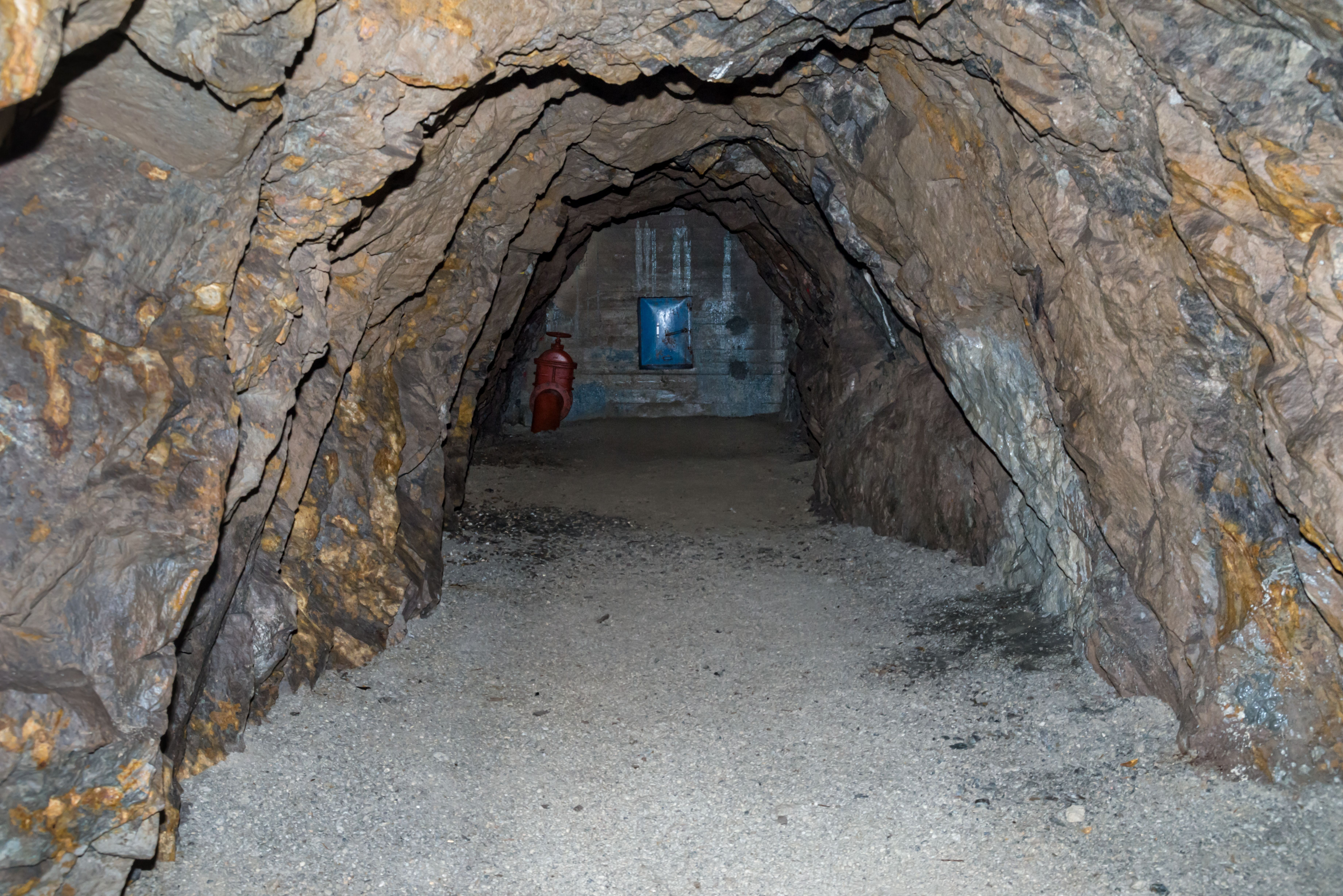
Ende des Stollens mit Wasserableitung links und Zugang zum Sammelbecken

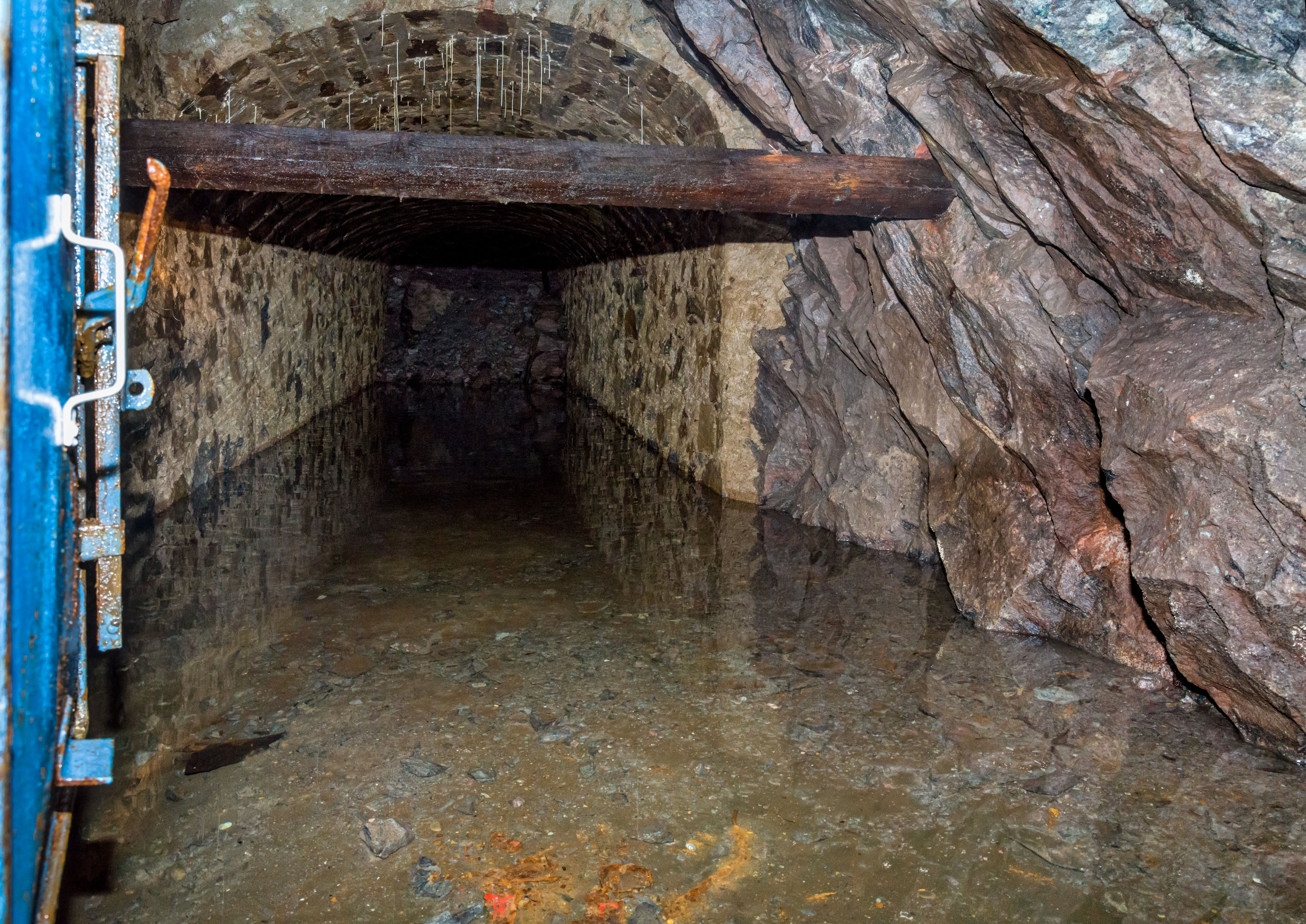
Wassersammelbecken am Stollenende, es sammeln sich ca. 20 l/s, diese werden über die Rohrleitung zu einem örtlichen Wasserkraftwerk abgeleitet

Sowohl von den handschriftlichen Werken der großen deutschen Komponisten und Schriftsteller als auch von historischen Urkunden und Verträgen werden Kopien im Barbarastollen gelagert. Zu den verwahrten Dokumenten gehören beispielsweise:
- eine Urkunde Kaiser Karls des Großen zugunsten des Klosters St. Emmeram in Regensburg aus dem Jahr 794 (sie soll das älteste eingelagerte Dokument sein)[15]
- die Krönungsurkunde Ottos des Großen von 936
- den Kommentar von Albertus Magnus zum Matthäus-Evangelium
- die Goldene Bulle (Bulla Aurea) von 1356
- der Kölner Verbundbrief von 1396
- die Bannandrohungsbulle (Exsurge Domine) von Papst Leo X. gegen Martin Luther vom 15. Juni 1520
- die Baupläne des Kölner Doms
- Handschriften des Komponisten Johann Sebastian Bach[9]
- der Vertragstext des Westfälischen Friedens nach dem Dreißigjährigen Krieg vom 24. Oktober 1648
- die Ernennungsurkunde von Adolf Hitler zum Reichskanzler 1933
- die Filmbestände der DDR (sie umfassen ca. 8000 km und wurden in 327 Fässern eingelagert)[6]
- die Originalfassung des Grundgesetzes für die Bundesrepublik Deutschland mit den Unterschriften der Mitglieder des Parlamentarischen Rates.[6]

Im Jahr 2003 wurde zusätzlich mit der Verfilmung von Bibliotheksbeständen begonnen. Auch etwa 8,2 Millionen Meter Mikrofilm-Archivgut (rund 240 Millionen Aufnahmen) der ehemaligen Deutschen Demokratischen Republik (DDR) aus einem vergleichbaren Projekt in Ferch südwestlich von Berlin wurden auf Polyester-Mikrofilm umkopiert und im Stollen eingelagert.
Aus dem eingestürzten Historischen Archiv der Stadt Köln lagern 6396 Filme mit mehr als 10 Millionen Aufnahmen im Stollen. Allerdings war die Verfilmung im Kölner Archiv erst bis ins 19. Jahrhundert vorgedrungen, somit können jüngere Daten wie zum Beispiel das Privatarchiv Heinrich Bölls nur aus den Trümmern rekonstruiert werden.
Zum 50. Jahrestag der Haager Konvention wurden am 21. Juli 2004 50 gespendete Kunstwerke von 50 Künstlern zum deutschen Kulturgut erklärt und im Stollen eingelagert. Diese wurden extra dafür geschaffen und sind vor der Einlagerung niemandem gezeigt worden. Der Kurator dieser Aktion Subduktive Maßnahmen ZBO – SdM 052004 war der Aktionskünstler Adalbert Hoesle, unter den Künstlern waren Andreas Gursky, Jörg Immendorff, Jonathan Meese, Karin Sander und Christoph Schlingensief. Die verschlossenen Fässer wurden vor der Einlagerung in der Bonner Kunsthalle gezeigt. Die Fässer dürfen erst im Jahre 3504 geöffnet werden. Dies sind die einzigen Einlagerungsobjekte, die keine Mikrofilme sind.
Im Mai 2009 zum 55. Jahrestag der Haager Konvention wurden weitere 50 Behälter eingelagert. Das Gesamtvolumen sind somit circa 29.400 Kilometer Mikrofilme mit über 900.000.000 Aufnahmen. Bei dieser Gelegenheit wurden auch die Standorte der einzelnen Behälter neu dokumentiert und mit einem neuen System alphanumerisch katalogisiert, das zum einen erweiterbar ist und auch die Information zum jeweiligen Lagerstollen enthält. Damit ist ein schnelleres Auffinden speziell der Prüfbehälter möglich, die regelmäßigen Überprüfungen unterzogen werden.
2015 lagerten im Barbarastollen 1.540 Edelstahlbehälter mit denjenigen Sicherungsfilmen, die ab dem Jahr 1961 produziert worden sind. Die verbleibende Kapazität des Stollens reicht mindestens noch zur Einlagerung 1.000 weiterer Behälter aus. In jedem Edelstahlbehälter befinden sich rund 21.000 Meter Film. Pro Meter Film sind 36 bis 40 Aufnahmen gespeichert (Stand 29. Juni 2015).
Die Einlagerungen in den Stollen finden viermal im Jahr statt. Eine Erweiterung durch die Anlage weiterer Lagerstollen ist möglich, wird aber pro Erweiterung ca. 5 bis 7 Jahre dauern.